# دلتا تلسکوپ
دلتا تلسکوپ یک ستاره است که در صورت فلکی تلسکوپ قرار دارد.